# Attraversiamo
Attraversiamo, född 18 maj 2015 i Uppsala i Uppsala län, är en svensk varmblodig travhäst. Han tränas av sin ägare Svante Båth och körs oftast av Erik Adielsson.
Attraversiamo började tävla i oktober 2017 och tog sin första seger i den andra starten. Han har till maj 2020 sprungit in 10 miljoner kronor på 22 starter varav 14 segrar och 4 andraplatser. Han har tagit karriärens hittills största seger i Svenskt Travderby (2019).
Bland hans andra större segrar räknas Margaretas Tidiga Unghästserie (2018), Långa E3 (2018), Prix Readly Express (2019) och Norrlands Grand Prix (2019). Han har även kommit tvåa i Svensk uppfödningslöpning (2017) och Elitloppet (2020).

## Karriär

### Tiden som unghäst
Attraversiamo debuterade den 11 oktober 2017 i ett tvååringslopp på Bergsåker. Han kördes av Erik Adielsson, som kom att bli hans ordinarie kusk. Han diskvalificerades för galopp och slutade oplacerad. Första segern kom i den andra starten, den 26 oktober 2017 på Gävletravet.
När han segrade i Margaretas Tidiga Unghästserie i maj 2018 gjorde han detta på nytt löpningsrekord från utvändigt om ledaren. Den 30 september 2018 kom han femma i Svenskt Trav-Kriterium.
Då han segrade i Prix Readly Express på Solvalla den 19 juni 2019, vann han på tiden 1.10,5 över 2140 meter med autostart, vilket innebar nytt svenskt rekord. Den 1 september 2019 segrade han i Svenskt Travderby på segertiden 1.12.6 över 2 640 meter. På förhand var han tredje mest spelad i loppet, bakom storfavoriten Campo Bahia och andrahandaren Inti Boko som båda slutade oplacerade efter att ha galopperat.

## Utmärkelser
För sitt framgångsrika 2019 blev han en av fyra nominerade hästar till titeln "Årets Häst" vid Hästgalan, samt en av fyra nominerade till titeln "Årets 4-åring". Han vann utmärkelsen "Årets 4-åring".

## Statistik

### Löpningsrekord
| Datum            | Bana     | Lopp                      | Tid    | Distans | Startmetod | Kusk            |
| ---------------- | -------- | ------------------------- | ------ | ------- | ---------- | --------------- |
| 2 december 2017  | Jägersro | Svensk Uppfödningslöpning | 1.13,5 | 1 640 m | autostart  | Örjan Kihlström |
| 19 juni 2019     | Solvalla | Prix Readly Express       | 1.10,5 | 2 140 m | autostart  | Erik Adielsson  |
| 1 september 2019 | Jägersro | Svenskt Travderby         | 1.12,6 | 2 640 m | autostart  | Erik Adielsson  |

### Större segrar
| År   | Lopp                           | Kusk           | Vinstbelopp   | Grupp   |
| ---- | ------------------------------ | -------------- | ------------- | ------- |
| 2018 | Margaretas Tidiga Unghästserie | Erik Adielsson | 300 000 SEK   |         |
| 2018 | Långa E3, h/v                  | Erik Adielsson | 925 000 SEK   | Grupp 1 |
| 2019 | Prix Readly Express            | Erik Adielsson | 400 000 SEK   |         |
| 2019 | Norrlands Grand Prix           | Erik Adielsson | 250 000 SEK   | Grupp 2 |
| 2019 | Svenskt Travderby              | Erik Adielsson | 4 000 000 SEK | Grupp 1 |
| 2020 | Berth Johanssons Memorial      | Erik Adielsson | 200 000 SEK   |         |

### Starter
| Ingen skoinformation | Ingen skoinformation |

| Skor fram | Skor bak |

| Skor fram | Skor bak |

| Skor fram | Skor bak |

| Skor fram | Skor bak |

| Skor fram | Skor bak |

| Skor fram | Skor bak |

| Skor fram | Skor bak |

| Skor fram | Skor bak |

| Skor fram | Skor bak |

| Skor fram | Skor bak |

| Skor fram | Skor bak |

| Skor fram | Skor bak |

| Skor fram | Skor bak |

| Skor fram | Skor bak |

| Skor fram | Skor bak |

| Inga skor fram, ändrat sedan förra start | Skor bak |

| Skor fram | Skor bak |

| Skor fram | Skor bak |

| Skor fram | Skor bak |

| Skor fram | Skor bak |

| Inga skor fram | Inga skor bak |

| Inga skor fram | Inga skor bak |